# Хуан Агилера
Хуан Агилера (кат. Juan Aguilera; Барселона, 22. март 1962 — Барселона, 25. март 2025) био је шпански тенисер.
У каријери је освојио једну титулу на АТП Мастерс турниру у Хамбургу 1990. године. Победио је фаворизованог Бориса Бекера у три сета. Најбољи пласман на АТП листи је достигао у октобру 1984. када је био седми тенисер света.

### Појединачно 1 (1—0)
| Исход  | Година | Турнир  | Противник   | Резултат         |
| Победа | 1990   | Хамбург | Борис Бекер | 6–1, 6–0, 7–6(7) |